# Hugo Jurenka
Hugo Jurenka (* 24. Mai 1858 in Ungarisch Hradisch, Mähren; † 10. Februar 1920 in Wien) war ein österreichischer Klassischer Philologe.

## Leben und Werk
Hugo Jurenka studierte von 1876 bis 1880 an der Universität Wien Klassische Philologie, insbesondere bei Wilhelm von Hartel. Ab 1880 unterrichtete er an den Wiener Gymnasien Griechisch und Latein, zunächst in der Josefstadt. Am 23. Januar 1883 wurde er an der Universität Wien zum Dr. phil. promoviert. In seiner (unpublizierten) Dissertation beschäftigte er sich mit den Ibis betitelten Gedichten des griechischen Dichters Kallimachos und des römischen Dichters Ovid. Ab 1884 unterrichtete Jurenka am Gymnasium in der Wiener Neustadt, von 1890 bis zu seinem Eintritt in den Ruhestand 1910 am Maximiliansgymnasium in Wien IX. Neben dem Schuldienst war Jurenka auch an der Universität Wien tätig, wo er sich 1895 habilitierte und 1908 den Titel eines außerordentlichen Professors erhielt. 1912 wurde er zum Regierungsrat ernannt.
Jurenkas Forschungsschwerpunkt war die antike Dichtung, besonders die archaische griechische Lyrik und Tragödie. Er gab kritische und exegetische Studien zu Pindar, Bakchylides, Archilochos und Aischylos heraus.

## Schriften (Auswahl)
- Beiträge zur Kritik der Ovidischen Heroiden. Wien 1881 (Schulprogramm)
- De Ibidibus Callimachea et Ovidiana quaestio critica. Wien 1882 (Dissertation, ungedruckt)
- Quaestiones criticae. I. De Callimacho Apollonii Rhodii inimico. II. Coniecturae ad Heroides Ovidianas. Wien 1885 (Schulprogramm)
- Pindars erste und dritte olympische Ode: Proben einer exegetisch-kritischen Ausgabe. Wien 1894 (Schulprogramm)
- Entwicklung des griechischen Epinikions bis auf Pindar. Wien 1895 (Schulprogramm)
- Die neugefundenen Lieder des Bakchylides. Text, Übersetzung und Kommentar. Wien 1898
- Archilochos von Paros. Aus den Fragmenten dargestellt. Wien 1900 (Schulprogramm) (Digitalisat)
- Aeschylus. Persae. Leipzig 1902
- Auswahl aus den römischen Lyrikern mit griechischen Parallelen herausgegeben und erklärt. Zwei Bände, Leipzig 1903. 2., verbesserte Auflage (besorgt von Josef Mesk), Leipzig 1912